# Meyer Turku
Meyer Turku Oy est une société de construction navale en Finlande. C'est une filiale de Meyer Werft, elle possède le chantier naval de Perno à Turku, en Finlande.

## Présentation
La société est une filiale de Meyer Werft. Elle a été créée en 2014 à la suite de la vente du chantier naval de Perno par STX Finland auprès de Meyer Werft.

## Navires livrés
| Meyer Turku | Numéro de série | Mein Schiff 3        | TUI Cruises                 | Navire de croisière | Tonnage | Année de livraison |
| ----------- | --------------- | -------------------- | --------------------------- | ------------------- | ------- | ------------------ |
| Meyer Turku | 1384            | Mein Schiff 4        | TUI Cruises                 | Navire de croisière | 99 526  | 2015               |
| Meyer Turku | 1389            | Mein Schiff 5        | TUI Cruises                 | Navire de croisière | 98 785  | 2016               |
| Meyer Turku | 1391            | Megastar             | Tallink                     | Ferry de croisière  | 49 134  | 2017               |
| Meyer Turku | 1390            | Mein Schiff 6        | TUI Cruises                 | Navire de croisière | 99 500  | 2017               |
| Meyer Turku | 1392            | Mein Schiff 1        | TUI Cruises                 | Navire de croisière | 111 500 | 2018               |
| Meyer Turku | 1393            | Mein Schiff 2        | TUI Cruises                 | Navire de croisière | 111 500 | 2019               |
| Meyer Turku | 1394            | Costa Smeralda       | Costa Croisières            | Navire de croisière | 183 200 | 2019               |
| Meyer Turku | 1396            | Mardi Gras           | Carnival Cruise Lines       | Navire de croisière | 183 200 | 2020               |
| Meyer Turku | 1395            | Costa Toscana        | Costa Croisières            | Navire de croisière | 183 200 | 2021               |
| Meyer Turku | 1397            | Carnival Celebration | Carnival Cruise Lines       | Navire de croisière | 183 200 | 2022               |
| Meyer Turku | 1400            | Icon of the Seas     | Royal Caribbean Cruise Line | Navire de croisière | 250 800 | 2023               |
| Meyer Turku | 1404            | Mein Schiff 7        | TUI Cruises                 | Navire de croisière | 111 500 | 2024               |
| Meyer Turku | 1401            | Star of the Seas     | Royal Caribbean Cruise Line | Navire de croisière | 250 800 | 2025               |

## Navires en commandes à Turku
| Nom du chantier | Numéro de série | Nom                | Compagnie                    | Type                   | Tonnage | Année de livraison | Note |
| --------------- | --------------- | ------------------ | ---------------------------- | ---------------------- | ------- | ------------------ | ---- |
| Meyer Turku     |                 | Tursas             | Gardes-frontières finlandais | Patrouilleur hauturier | 4 000   | 2025               |      |
| Meyer Turku     | 1402            | Legend of the Seas | Royal Caribbean Cruise Line  | Navire de croisière    | 250 800 | 2026               |      |
| Meyer Turku     |                 | Uisko              | Gardes-frontières finlandais | Patrouilleur hauturier | 4 000   | 2026               |      |
| Meyer Turku     |                 | Icon 4             | Royal Caribbean Cruise Line  | Navire de croisière    | 250 800 | 2027               |      |